# Малта на Европском првенству у атлетици на отвореном 1958.
Малта је учествовала на 6. Европском првенству у атлетици на отвореном 1958. одржаном у Стокхолму од 19. до 21. августа. Ово је било 1. европско првенство у атлетици на отвореном на којем је Малта учествовала. Репрезентацију Малте представљао један такмичар који се такмичио  у трци на 400 метара.
На овом првенству представник Малте није освојио ниједну медаљу нити је остварио неки резултат.

## Учесници
Мушкарци:
- Michael Gialanze — 400 м

## Резултати

### Мушкарци
| Атлетичар        | Дисциплина | Лични рекорд | Квалификације | Квалификације | Полуфинале           | Полуфинале           | Финале               | Финале  | Детаљи   |
| Атлетичар        | Дисциплина | Лични рекорд | Резултат      | Место         | Резултат             | Место                | Резултат             | Место   | Детаљи   |
| ---------------- | ---------- | ------------ | ------------- | ------------- | -------------------- | -------------------- | -------------------- | ------- | -------- |
| Michael Gialanze | 400 м      |              | 53,4          | 4. у гр. 4    | Није се квалификовао | Није се квалификовао | Није се квалификовао | 26 / 26 | стр 384. |